# Nils Gabriel Sefström
Nils Gabriel Sefström (2. června 1787 v Ilsbo Socken, Hälsingland – 30. listopadu 1845 ve Stockholmu) byl švédský chemik a mineralog. Byl vynikajícím studentem švédského chemika Jönse Jacoba Berzelia a později uznávaným pedagogem. Od roku 1815 byl členem Královské švédské akademie věd.
V roce 1830 při studiu křehkosti a tažnosti oceli objevil nový chemický prvek, kterému dal název vanad. Vanad byl poprvé objeven v mexické olověné rudě španělsko-mexickým mineralogem Andrésem Manuelem del Río v roce 1801, který ho pojmenoval erythronium. Německý chemik Friedrich Wöhler později potvrdil, že vanad a erythronium jsou jedna a tatáž látka.
Je po něm pojmenován ledovec Sefströmbreen a horský hřeben Sefströmkammen na Špicberkách.

## Vzdělání a kariéra

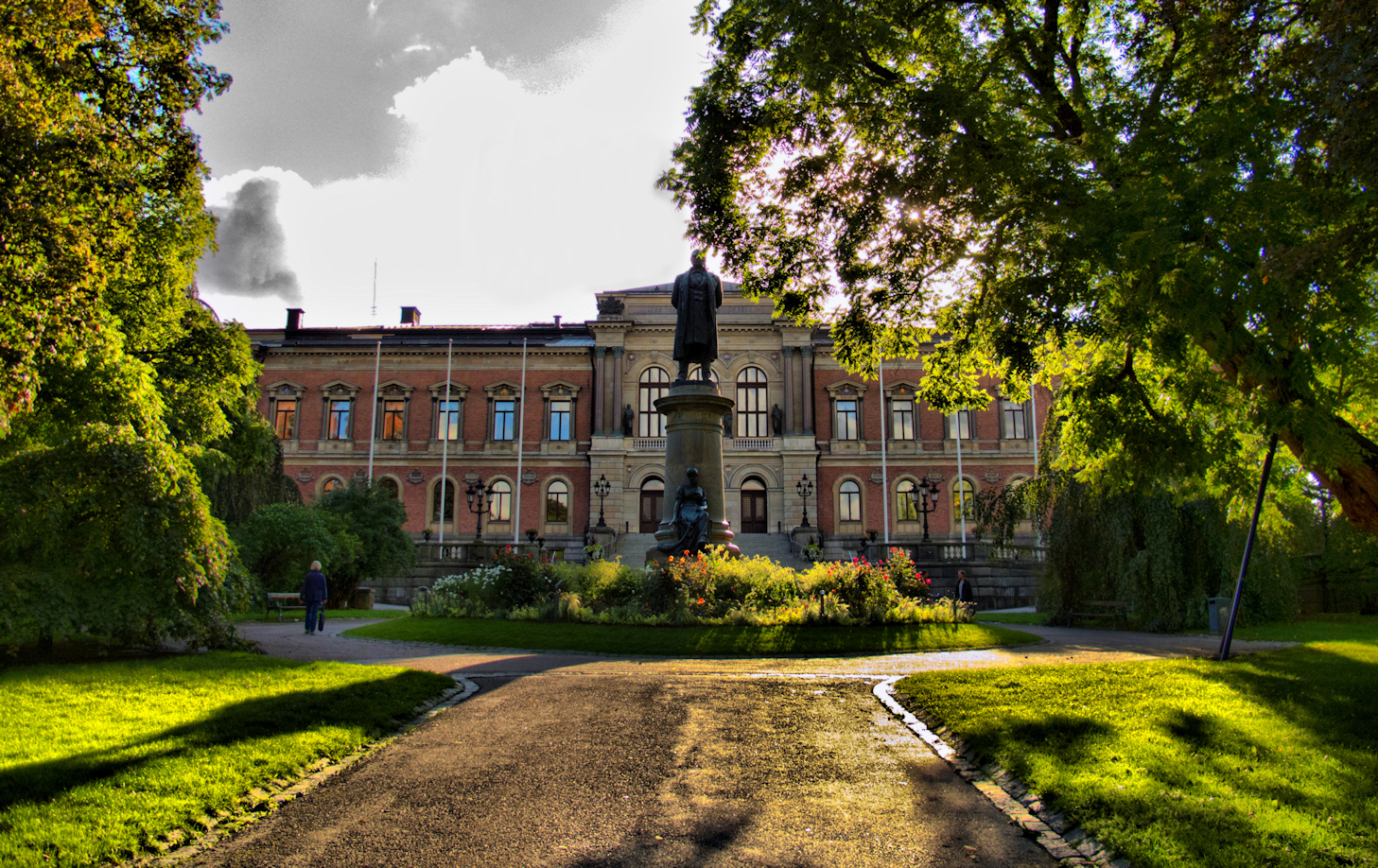
Univerzita v Uppsale

- Univerzita v UppsaleV roce 1807 se Sefström stal studentem univerzity v Uppsale a v roce 1813 doktorem medicíny.
- Od roku 1812 byl jedním z předních žáků Jönse Jacoba Berzelia a navštěvoval jeho přednášky v Karlbergu nedaleko Stockholmu.
- V roce 1816 byl jmenován učitelem chemie a přírodopisu v Karlbergu.
- V roce 1818 se stal profesorem na Vyšší dělostřelecké škole v Mariebergu, městské čtvrti Stockholmu.
- V letech 1822 až 1838 byl hlavním učitelem na Bergsskolan (Důlní škole) ve Falunu.
- V roce 1838 se vrátil do Stockholmu jako pomocný člen Báňské akademie a ředitel jejího mineralogického kabinetu a zkušební komory.

## Objevy

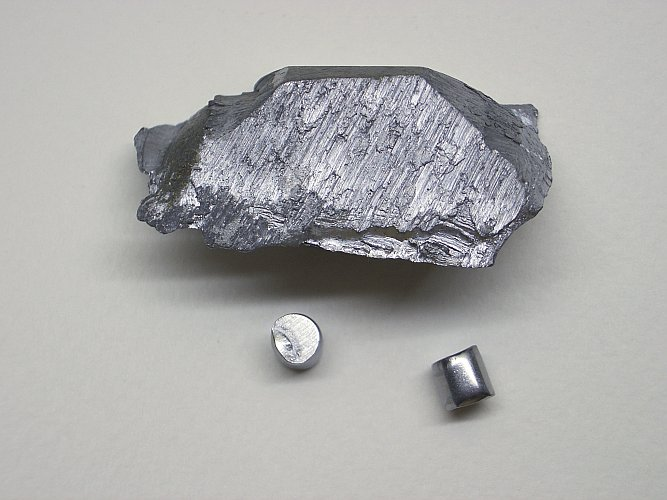
Vanad

- VanadV roce 1830 Sefström objevil nový chemický prvek vanad při studiu křehkosti a tažnosti oceli. Pojmenoval ho po Vanadis - skandinávské bohyni krásy a mládí, neboť jeho sloučeniny se v roztocích vyznačují krásnými barvami. Sefström nevěděl, že tento prvek byl objeven v mexické olověné rudě již v roce 1801 španělským mineralogem Andrésem Manuelem del Río, který jej nazvala erythronium. Až německý chemik Friedrich Wöhler později potvrdil, že vanad a erythronium jsou tentýž prvek. V roce 1867 anglický chemik Henry Enfield Roscoe poprvé izoloval vanad vodíkovou redukcí chloridu vanadičného.
- Sefström se také zabýval geologii a studoval díla německého geologa Carl Friedrich Naumanna (1797-1873), německo-baltského kvartérní geologa Wilhelm Nikolai Böhtlingka (1809-1841) a také švédského geologa Hampus von Posta (1822-1911).
- Prováděl geologický výzkum o původu rýh, které se nacházejí v určitých směrech na skalách ve Skandinávii.
- V geologii je považován za autora teorie oblázkové řeky.

## Pocty

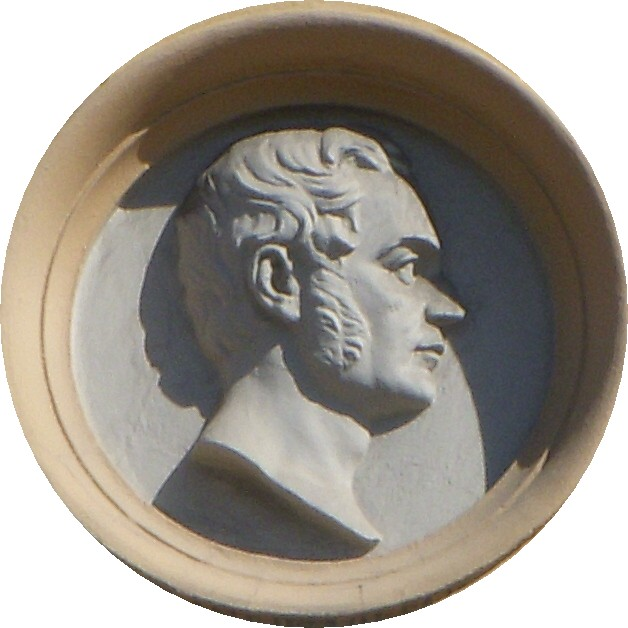
Medailon Nils Gabriel Sefströma pro Jernkontoret ve Stockholmu

- Medailon Nils Gabriel Sefströma pro Jernkontoret ve StockholmuV roce 1815 se stal členem Královské švédské akademie věd.
- V roce 1841 se stal dopisujícím členem Pruské akademie věd.
- Je po něm pojmenován ledovec Sefströmbreen a horský hřeben Sefströmkammen na Špicberkách.

## Publikace
- V letech 1820-45 redigoval Anály Jernkontoret a napsal několik menších pojednání pro Jernkontoret, což bylo a dosud je švédské sdružení výrobců železa a oceli.
- Nils Gabriel Sefström: O vanadu, novém kovu, 1831
- Nils Gabriel Sefström, Jöns Jacob Berzelius: Výzkum rýh přítomných v určitém směru na skalách Skandinávie a jejich pravděpodobný původ, 1836
- Nils Gabriel Sefström: Zkoumání rýh, jimiž jsou hory Skandinávie rozbrázděny v určitých směrech, a jejich pravděpodobného původu, 1837